# Манос, Джеймс (младший)
Джеймс Манос-младший (англ. James Manos, Jr.) — американский сценарист и продюсер кино и телевидения.

## Биография
Манос работал сопродюсером и сценаристом первого сезона сериала «Клан Сопрано». В 1999 году, Манос выиграл премию «Эмми» в категории лучший сценарий драматического сериала за свою работу над эпизодом «Колледж» «Клана Сопрано». Эту награду он разделил с сосценаристом, создателем «Клана Сопрано» Дэвидом Чейзом.
Затем, он стал консультирующим продюсером двух сезонов сериала «Щит». Он стал разработчиком, продюсером и сценаристом пилота «Декстера», драматического сериала канала Showtime. Он был номинирован на премию Гильдии сценаристов США за лучший драматический сериал за свою работу над первым сезоном «Декстера».
Он успешно спродюсировал получивший награды фильм «Убийца предводителя», с Холли Хантер и Бо Бриджесом в главных ролях, для канала HBO. Фильм был номинирован на 6 премий «Эмми», три из которых оказались победными. Кроме того, он выиграл премию CableACE Award за лучший фильм года.

## Фильмография
| Год       | Название            | Ориг. название                                                                | Указан как                                       | Примечания                 |
| --------- | ------------------- | ----------------------------------------------------------------------------- | ------------------------------------------------ | -------------------------- |
| 2006-2013 | Декстер             | Dexter                                                                        | разработчик, сценарист и исполнительный продюсер | 96 эпизодов                |
| 2002-2003 | Щит                 | The Shield                                                                    | сценарист и консультирующий продюсер             | 25 эпизодов                |
| 1999      | Клан Сопрано        | The Sopranos                                                                  | сопродюсер и сценарист                           | 5 эпизодов                 |
| 1993      | Убийца предводителя | The Positively True Adventures of the Alleged Texas Cheerleader-Murdering Mom | продюсер                                         | в роли продюсера/репортёра |